# 塩橋
塩橋（えんきょう、英: salt bridge）は、化学用語。電気化学と生化学で異なる意味を持つ。

## 電気化学
電気化学における塩橋は、陽極と陰極の半電池を結ぶ伝導性の相。実験室ではガラスの逆Ｕ字管などに塩化カリウム（電極系の溶液と接触して反応する場合は硝酸カリウム、または硝酸アンモニウム）などの塩類溶液を満たし、管の両端をゼラチンや寒天で固めたり、綿やろ紙を詰めるなどして溶液間で混合することを少なくし、かつイオンの交換が可能な状態を作り出す。
ガルバニ電池#概要 も参照。

## 生化学
生化学における塩橋は、タンパク質の中でカチオン性の残基（アルギニン、リシン）とアニオン性の残基（アスパラギン酸、グルタミン酸）の間に働く弱いイオン性相互作用のこと。タンパク質の高次構造を安定化させる。